# 남선사 (우시)
남선사(南禅寺)는 중국 우시 시에 있는 유서깊은 고찰이다.
양계구(梁溪区) 지금부터 약 1450년 전인 남조(南朝)시기에 세워졌다. 남선사의 규모는 크지는 않지만 중국에서 가장 오랜 목조 대불전(大佛殿)이 있다. 전당 안에는 기둥을 사용하지 않는 양가(梁架)식 축조건축기술이 사용됐다.

## 주변
우시 전철이 지나가며 역이 근처에 있고 인근에는 난창지에(남장가,南長街)가 있다

## 같이 보기
- 영산범궁
- 타이후(太湖)